# Овчаренко, Владислава
Владисла́ва Овчаре́нко (род. 18 декабря 1986, Душанбе) — таджикская легкоатлетка, специалистка по бегу на короткие дистанции. Выступала за сборную Таджикистана по лёгкой атлетике в период 2003—2013 годов, участница летних Олимпийских игр в Лондоне и многих других крупных соревнований, рекордсменка страны в нескольких дисциплинах.

## Биография
Владислава Овчаренко родилась 18 декабря 1986 года в городе Душанбе Таджикской ССР.
В 2003 году вошла в основной состав таджикской национальной сборной и выступила на чемпионате мира в Париже — в беге на 100 метров остановилась уже на предварительном квалификационном этапе, показав время 13,34 и расположившись в итоговом протоколе соревнований на 49 строке.
Сделав достаточно длительный перерыв в своей спортивной карьере, в 2011 году вернулась в состав легкоатлетической команды Таджикистана, в частности побывала на мировом первенстве в Тэгу, где на 100-метровой дистанции заняла 45 место.
Благодаря череде удачных выступлений удостоилась права защищать честь страны на летних Олимпийских играх 2012 года в Лондоне — в программе женского бега на 200 метров показала время 24,39 и заняла 43 место. Также в этом сезоне отметилась выступлением на чемпионате мира в помещении в Стамбуле, где была 27-й, обновила национальные рекорды на 100-метровой и 200-метровой дистанциях.
После лондонской Олимпиады Овчаренко ещё в течение некоторого времени оставалась в составе таджикской национальной сборной и продолжала принимать участие в крупнейших международных соревнованиях. Так, в 2013 году в беге на 100 метров она выступила на чемпионате мира в Москве, стартовала на Универсиаде в Казани и на Исламских играх солидарности в Южной Суматре.
С 2013 года постоянно проживает в Краснодаре, Россия.